# Aquilonastra batheri
Aquilonastra batheri is een zeester uit de familie Asterinidae.
De wetenschappelijke naam van de soort werd in 1914 gepubliceerd door Seitaro Goto.